# Jaroměř
Jaroměř (německy Jermer) je východočeské město v okrese Náchod v Královéhradeckém kraji, ležící 17 km severovýchodně od Hradce Králové na soutoku tří řek Labe, Úpy a Metuje v nadmořské výšce 254 m. Západní část města leží v geomorfologickém celku Východolabská tabule a východní část města v Orlické tabuli. Město je bránou do Polabí a má rozlohu 23,95 km². Žije zde přibližně 13 tisíc obyvatel. K Jaroměři přináleží i historické pevnostní město Josefov a je součástí větší hradecko-pardubické aglomerace.
Historické jádro města je městskou památkovou zónou, střed Josefova městskou památkovou rezervací.
Díky malebnému centru města se Jaroměř s Josefovem staly kulisami tuzemských a zahraničních filmů a seriálů, např. Něžné vlny, Babička, Zločiny Velké Prahy, Božena, Musíme si pomáhat atd.

## Historie

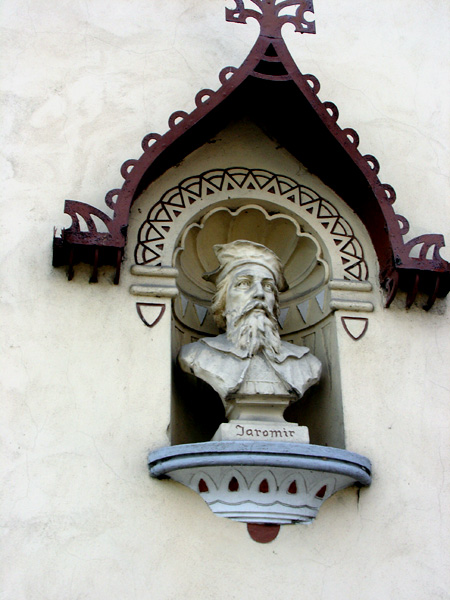
Busta knížete Jaromíra v Jaroměři, Jaromírova ulice

Nejstarší část Jaroměře, dnešní historický střed města, je trvale osídlena tisíc let. Ve vývoji od raně středověkého hradiště z počátku 11. století k vyspělému městu vrcholného pozdního středověku se odráželo dění v tehdejším českém státě. Název Jaroměř je odvozován od přemyslovského knížete Jaromíra. 
Dalimilova kronika naproti tomu uvádí, že město založil biskup Jaromír, syn Břetislava I., bratr Vratislava II. a prasynovec svého známějšího knížecího jmenovce. V takovém případě by město bylo založeno někdy v letech 1060–1080.
Kníže [Spytihněv II.] měl čtyři bratry a ctil je jako svého otce. Když dorostli do let, milostivě dal každému jeho díl. [...] Jaromíra kázal učiniti biskupem, kdyby dosavadní biskup dřív zemřel. Kdyby se to nestalo nebo kdyby on nechtěl čekat, měl do té doby držeti Hradecko; kdyby se nestal biskupem, mělo se Hradecko stát jeho údělem. 
[...] Když Jaromír sídlil na Hradecku, líbilo se mu tam jedno místo. Postavil si tam dvůr a zůstavil mu po sobě jméno Jaroměř.
Dalimilova kronika, kapitola XLVI.
Nejstarší písemná zpráva o Jaroměři pochází z roku 1126. Královské město vzniklo zřejmě za krále Přemysla Otakara II. na místě původního hradiště. První písemný doklad o existenci města je z roku 1298. Listinou z roku 1307 mu byla potvrzena městská práva a zároveň se Jaroměř stala královským věnným městem českých královen. Měšťané tak byli přímými poddanými české královny.
Roku 1349 založil pražský arcibiskup Arnošt z Pardubic na Pražském předměstí klášter augustiniánů kanovníků a uvedl do něj první řeholníky z Roudnice nad Labem. Jejich kostel byl původně zasvěcen Panně Marii, po vyplenění kláštera husity v roce 1421 svatému Mikuláši. Konventní budovy zanikly beze stop v domech čp. 22 a 23.
Husitské období je jednou z nejzajímavějších kapitol v historii Jaroměře. V roce 1421 byla dobyta husitskými vojsky pod vedením Jana Žižky z Trocnova a stala se na další léta věrným husitským městem. Jaroměřští se zúčastnili i některých vojenských tažení. Nakonec se však město poddalo králi Zikmundovi, aby si uchovalo získanou samosprávu.
V následujících dvou stoletích zažila Jaroměř hospodářský rozkvět. Měšťané byli obdařeni četnými privilegii a úlevami. Bohaté město koupilo i některé okolní vesnice a stalo se jejich vrchností. V roce 1547 se Jaroměř připojila k neúspěšnému povstání českých stavů proti králi Ferdinandovi I. Vítězný panovník ji za odboj potrestal finančním postihem a omezením vlastní samosprávy. V roce 1567 byl prováděn v královských městech soupis domů. V Jaroměři jich tehdy bylo 300. Další úpadek přinesla městu třicetiletá válka, kdy se ve městě střídaly vojenské posádky; na jejím konci byla Jaroměř zpustlá a vylidněná.

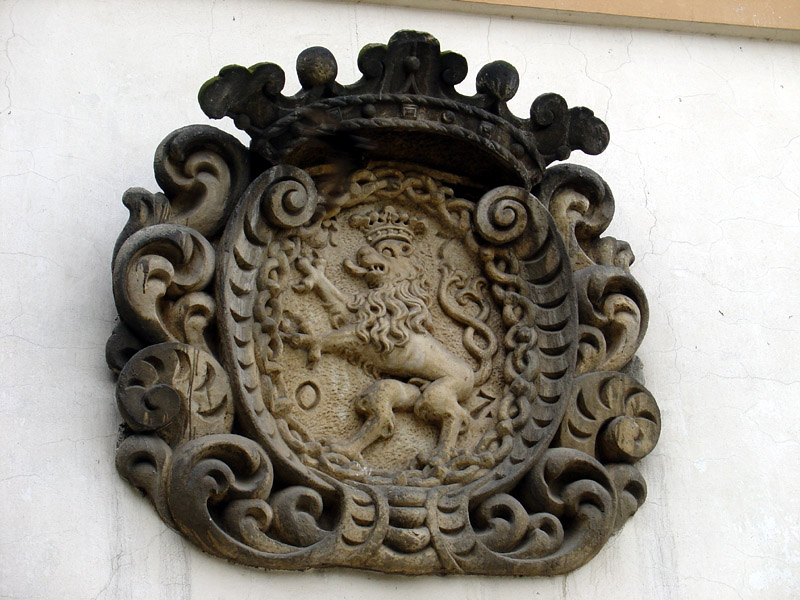
Městský znak na kostele sv. Mikuláše

Na začátku 18. století zažilo Jaroměřsko čilý ruch spojený s výstavbou Šporkova lázeňského komplexu v Kuksu. Ztráta Slezska a Kladska pak vedla k výstavbě pevnosti na místě vesnice Ples. Osídlování pevnostního města, přejmenovaného roku 1793 na pevnost Josefov, postupovalo ovšem jen zvolna. Mnohonárodnostní posádka josefovské pevnosti tvořila značně výlučnou společnost. Josefov získal vlastní samosprávu až v roce 1835.
Se stavbou josefovské pevnosti se do města dostává i železnice, která byla důležitým impulsem ke vzniku průmyslu a dalšímu rozvoji města. Hlavními průmyslovými obory se stává především textilní výroba a koželužství, později vzniká i několik drobnějších podniků vyrábějících součásti automobilů.
Město a radnici v neděli 11. července 1926 oficiálně navštívil prezident republiky Tomáš Garrigue Masaryk. Uvítal jej starosta Karel Višňák. Na výstavišti si prohlédl národopisnou a průmyslovou výstavu, kde obdržel pískovcovou sochu ponocného s rohem a lucernou, dílo Franty Úprky, kterou dal Masaryk umístit doprostřed louky v Jelením příkopu na Pražském hradě. Do Jaroměře přijel z blízkého Josefova, kde ráno provedl spolu s legionářskými generály Stanislavem Čečkem a Janem Syrovým přehlídku vojenské posádky. Návštěva byla zachycena na filmový pás.

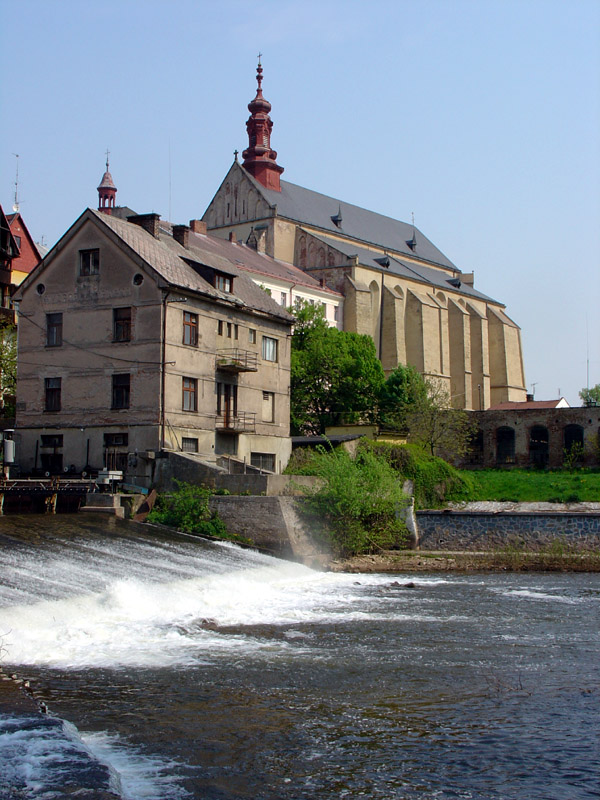
Kostel svatého Mikuláše a řeka Labe

Jaroměř ležela na česko-německé jazykové hranici a za války město hraničilo s německou provincií Sudety. Německé jednotky se před koncem druhé světové války začaly v Jaroměři opevňovat, ale přišla německá kapitulace. Po ní byla Jaroměř a Jaroměřsko osvobozeno zejména ve čtvrtek 10. května 1945 dopoledne vozatajskými, jízdními a motorizovanými jednotkami I. ukrajinského frontu maršála Koněva, svazky levokřídelní 59. armády generálporučíka I. T. Korovnikova, které se pak v Jaroměři spojily s 21. armádou generálporučíka D. S. Guseva. Na jaroměřské radnici byl přijat podplukovník Fajanc, který byl prvním sovětským styčným důstojníkem zapsaným v kronice města Jaroměře.
V roce 1948 byl Josefov sloučen s Jaroměří. Protože josefovská pevnost ztratila vojenský význam, byl Josefov poznamenán stagnací provázenou trvalým úbytkem obyvatel. Po okupaci Československa sovětskými vojsky v roce 1968 byla zdejší vojenská nemocnice natrvalo zabrána okupačními vojsky a v Josefově byla ubytována silná vojenská posádka. To vše vedlo k značné devastaci této místní části a tento neblahý vliv je zde mnohdy patrný dodnes. Dokumentuje to například skutečnost, že Josefov byl vybrán pro natáčení českého filmu Musíme si pomáhat, který se odehrává na konci druhé světové války. V roce 2016 došlo k přejmenování čtyř ulic v Josefově a tří ve zbytku Jaroměře, čímž byl odstraněn stav odporující zákonu o obcích, kdy se následkem připojení Josefova k Jaroměři některá pojmenování ulic vyskytovala dvakrát.

## Přírodní poměry
Jihozápadní částí katastrálního území Jaroměř protéká řeka Metuje, jejíž tok a přilehlé pozemky jsou součástí přírodní památky Stará Metuje

## Obyvatelstvo
| Rok            | 1869          | 1880           | 1890   | 1900   | 1910   | 1921           | 1930           | 1950            | 1961            | 1970            | 1980   | 1991   | 2001   | 2011   | 2021   |
| -------------- | ------------- | -------------- | ------ | ------ | ------ | -------------- | -------------- | --------------- | --------------- | --------------- | ------ | ------ | ------ | ------ | ------ |
| Počet obyvatel | 8 653 a 5 442 | 13 257 a 6 555 | 13 805 | 14 050 | 14 992 | 14 936 a 7 848 | 17 243 a 8 883 | 12 531 a 12 034 | 12 396 a 11 825 | 11 974 a 11 483 | 12 046 | 12 557 | 12 921 | 12 921 | 11 980 |
| Počet domů     | 797           | 812            | 805    | 840    | 966    | 1 075          | 1 443          | 1 690           | 1 656           | 1 712           | 1 714  | 1 879  | 1 955  | 1 955  | 2 237  |

### Struktura populace

Věková struktura obyvatel obce Jaroměř roku 2011
Rodinný stav obyvatel obce Jaroměř roku 2011
Vzdělání obyvatel obce Jaroměř roku 2011

## Části města
- Jaroměř
- Cihelny
- Dolní Dolce
- Jakubské Předměstí
- Jezbiny
- Josefov
- Pražské Předměstí
- Semonice
- Starý Ples

## Hospodářství
Z hlediska průmyslové výroby patří mezi současné nejvýznamnější jaroměřské firmy Karsit, Tanex – Plasty, Kimberly-Clark a Juta Dvůr Králové.

## Doprava

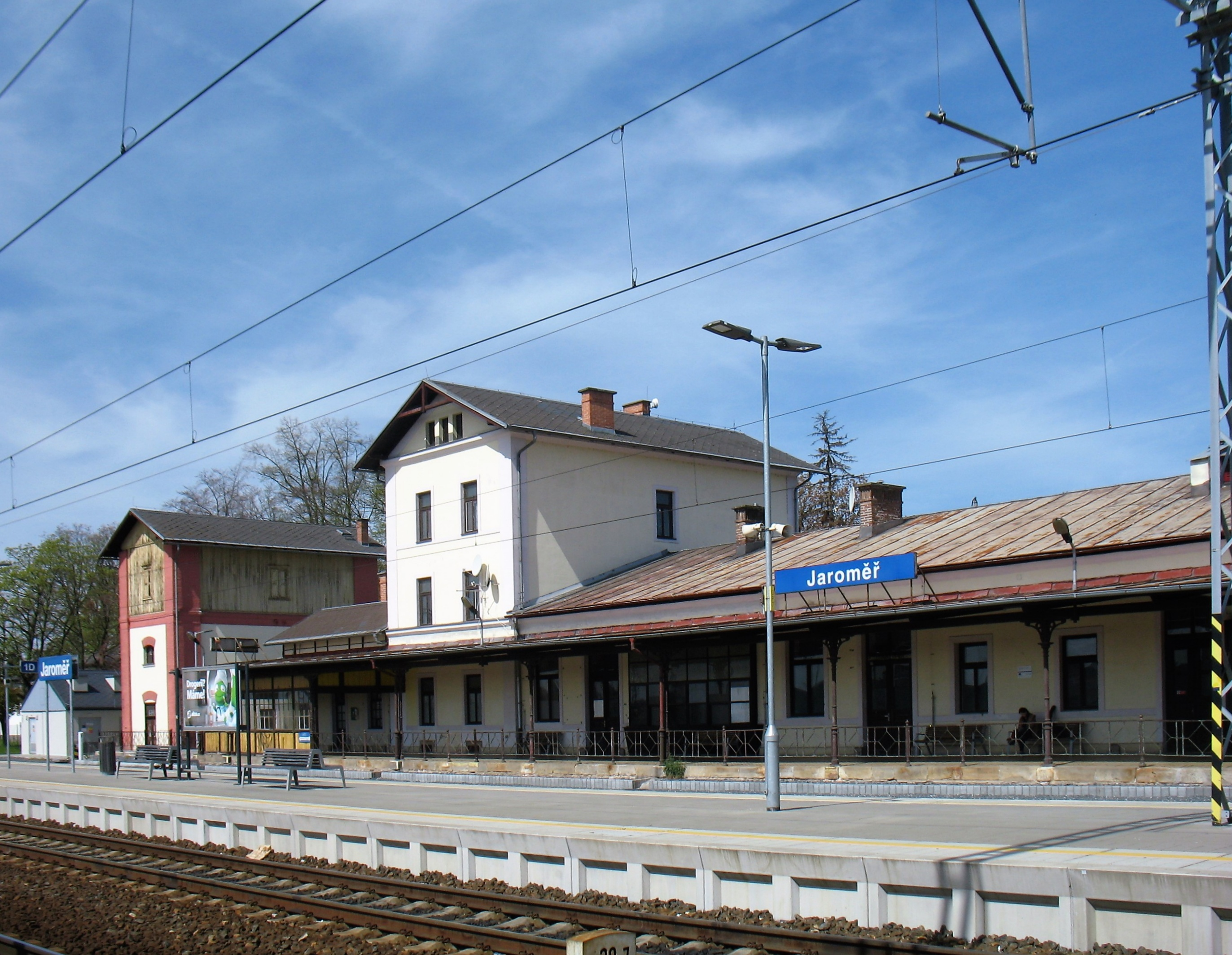
Železniční stanice Jaroměř po rekonstrukci

Jaroměř je železniční křižovatkou regionálního významu. Spojují se zde železniční trati ze tří směrů – od Pardubic, Liberce a Trutnova. Dopravní význam železniční tratě do Liberce spočívá v osobní dopravě do Liberce a Staré Paky, nákladní doprava je využívána slabě[zdroj?], výjimku tvoří pravidelné vlaky, které uhlím zásobují teplárnu ve Dvoře Králové nad Labem. Železniční doprava na trati do Trutnova je o něco silnější, a to v osobní i nákladní dopravě[zdroj?]. Jedná se o pravidelné osobní vlaky a rychlíky a nákladní vlaky uhlím zásobující tepelnou elektrárnu v Poříčí u Trutnova. Jaroměří prochází silnice první třídy I/33 zařazená do sítě mezinárodních silnic pod označením E67 z Prahy do polské Vratislavi. Trvale rostoucí zatížení tohoto mezinárodního tahu je problémem pro město, které je silnicí rozděleno na dvě části, podobně na tom jsou i města Česká Skalice (do roku 2009 nedokončen obchvat) a Náchod. Řešením těchto problémů je dobudování dálnice D11 z Prahy přes Hradec Králové, Jaroměř a Trutnov směrem na Královec, kde bude navazovat na polskou rychlostní silnici S3. Součástí této stavby je i severní přeložka již zmíněné silnice I/33.
V roce 2020 byl otevřen nový autobusový terminál, který nahradil nevyhovující autobusové nádraží v ulici Na Valech.
V Josefově je též sportovní letiště s travnatou plochou.

## Společnost

### Školství
V Jaroměři jsou čtyři základní devítileté školy: ZŠ B. Němcové, ZŠ Na Ostrově, ZŠ Josefov, ZŠ Křišťál a Gymnázium Jaroslava Žáka a zemědělské učiliště.

### Sport
- Fotbalový klub FK Jaroměř
- Hokejový klub HC Jaroměř
- Florbalový oddíl TJ Sokol Jaroměř

## Pamětihodnosti

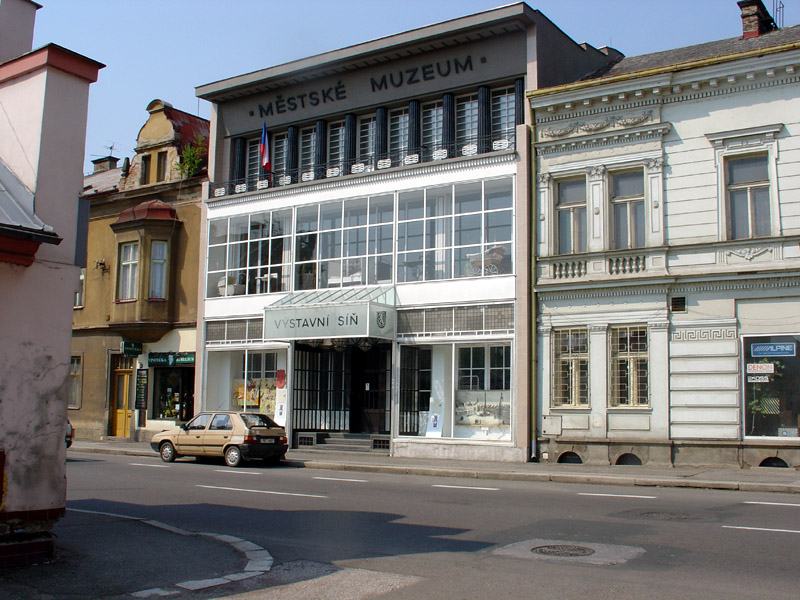
Městské muzeum (Wenkeův OD)

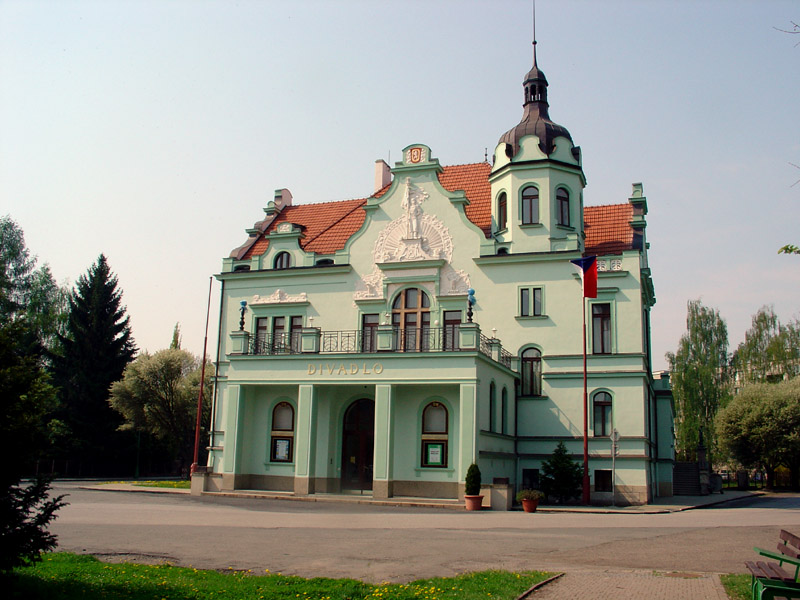
Divadlo

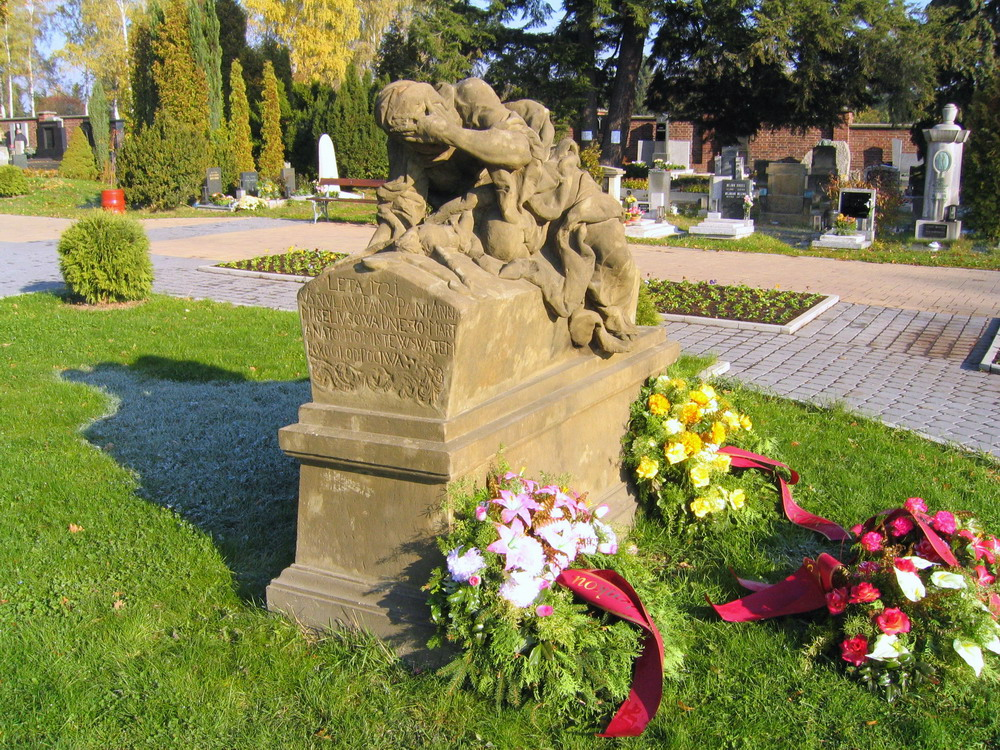
Náhrobek Anny Miseliusové (kopie)

- Gotický chrám sv. Mikuláše; poprvé písemně zmíněn roku 1325, současná stavba zahájena roku 1404 a pokračovala po husitských válkách, kostel zaklenut v 16. století; roku 1590 před západní průčelí přistavěna renesanční předsíň, 1707 dokončena zvonice; roku 1753 se zřítila severní věž. Kostel byl roku 1904 a v letech 1906–1909 restaurován. Jde o orientované síňové trojlodí s křížovými klenbami, šestibokým závěrem a kryptou. Průčelí je jednověžové s předsíní. K ní je připojena hranolová zvonice se sochou sv. Václava. Hlavní portál je gotický z roku 1410. Vybavení: rokokový hlavní oltář z let 1770–1772 se sochami od Martina Krupky. Kazatelna se sochařskou výzdobou a pontifikální křeslo od téhož autora; čtyři boční oltáře z 2. poloviny 17. století, cínová gotická křtitelnice z roku 1518 s pozdějším víkem[14]; náhrobek litevského knížete Dimitrije Sanguška z roku 1554.[15]
- Budova městského divadla
- Ze středověkého opevnění města zůstala zachována jediná brána se zvonicí.
- Menší gotický kostel sv. Jakuba na Jakubském předměstí byl založen ve 14. století a o dvě staletí později přestavěn.
- Mariánský sloup z let 1722–1727 na hlavním náměstí, trojboká odstupněná statue se sochami světců završená sochou Panny Marie Immaculaty od sochaře Matyáše Bernarda Brauna, provedena za účasti Řehoře Thényho a dalších. Ve spodní části na trojboké balustrádě sochy sv. Floriána, sv. Ignáce a Jana Nepomuckého, mezi nimi tři reliéfy (rakouský orel, darovací nápis, Svatá rodina), nad nimi na římsách sochy svatých Jana Křtitele, Štěpána a Jakuba Většího, a alegorie Víry, výše reliéfy Navštívení P. Marie, Obětování Krista v chrámě a Nanebevzetí Panny Marie.[16] Originál sloupu je v pevnosti Josefov, na místě je kopie.
- Husův sbor
- Městský hřbitov: Plačící žena – náhrobek Anny Miseliusové, tchyně sochaře M. B. Brauna (kopie, originál v pevnosti Josefov).
- Radnice čp. 16
- Wenkeův obchodní dům – postavený v roce 1911 podle návrhu architekta Josefa Gočára, přední památka moderní české architektury; nyní městské muzeum a galerie
- Železniční muzeum v někdejší výtopně ČD vybavené historickými stroji, vagony, železničními doplňky a reáliemi
- Masarykovy sady s pomníkem T. G. Masaryka

### Josefov
- Bývalé pevnostní město Josefov, v letech 1780 až 1787 podle plánů francouzských vojenských stavitelů vybudováno vrcholné dílo evropského urbanismu a fortifikačního umění. Značná část podzemních chodeb a opevnění byla renovována a otevřena veřejnosti. Návštěvníci procházejí podzemními chodbami osvětlenými svícemi; část prohlídky absolvují s průvodcem, zbytek sami. Zažívají tak pocity vojáků bránících pevnost před nepřítelem. Josefov byl v roce 1971 vyhlášen městskou památkovou rezervací.
- Kaple sv. Anny na Pražském předměstí
- Boží muka z roku 1686 v Palackého ulici
- Socha sv. Jana Nepomuckého z doby okolo roku 1740 v Havlíčkově ulici
- Socha sv. Jana Nepomuckého z doby okolo roku 1800 v ulici Na Cihelnách
- kaple Nejsvětější Trojice IV pod hřbitovem
- Ukřižovaný na kamenném podstavci s reliéfem, ve čtvrti Na Obci
- Socha svatého Václava na věži zvonice u kostela sv. Mikuláše
- Radnice, původně renesanční, upravená v 17. století a roku 1851 přestavěná. Patrová budova, v přízemí sál s valenou klenbou a štuky.[14]
- Nová radnice
- Děkanství, klasicistní z let 1785–1786, patrová budova se středovým mělkým rizalitem, v přízemí klenuté místnosti[14]
- Některé historické domy (zejména) na náměstí
- Městská knihovna (založena roku 1896)
- Masarykovy sady

## Osobnosti
- Václav Ježek – fotbalový trenér
- Rudolf Bouček – český divadelník a loutkář
- Václav Baumann – válečný letec
- Otakar Binar – architekt, vědec
- Tomáš Holub – plzeňský biskup
- Antonín Knapp (1843–1887) − kněz, historik, autor Pamětí královského věnného města Jaroměře nad Labem[17]
- Karel Meisner − malíř a grafik
- Miloš Noha (1901–2000) − lingvista
- Jan Patrný (1874–1929) − dramatik, autor divadelních her pro Národní divadlo a Divadlo na Vinohradech[18]
- Ivo Pešák – komik, herec, klarinetista, člen Banjo Bandu Ivana Mládka
- František Petera−Rohoznický (1798–1877) − římskokatolický kněz, amatérský archeolog a vlastivědný pracovník
- Josef Šíma – česko-francouzský malíř
- Otakar Španiel – sochař a medailér
- Antonín Švorc – operní pěvec
- Zdeněk Veselovský – zoolog, dlouholetý ředitel Zoo Praha
- Hana Volavková, rozená Frankensteinová – historička umění, ředitelka Židovského muzea v Praze.
- Antonín Wagner – architekt, sochař, restaurátor, rodák
- Josef Wagner (1901–1957) – sochař a restaurátor, rodák[18]
- Břetislav Vachala – egyptolog
- Na městském hřbitově je pohřben sochař Vladimír Preclík s manželkou Zdenou Preclíkovou-Fibichovou, sochařkou.
- Seznam čestných občanů města Jaroměře

## Partnerská města
- Ziębice, Polsko
- Warrington, Velká Británie

## Galerie

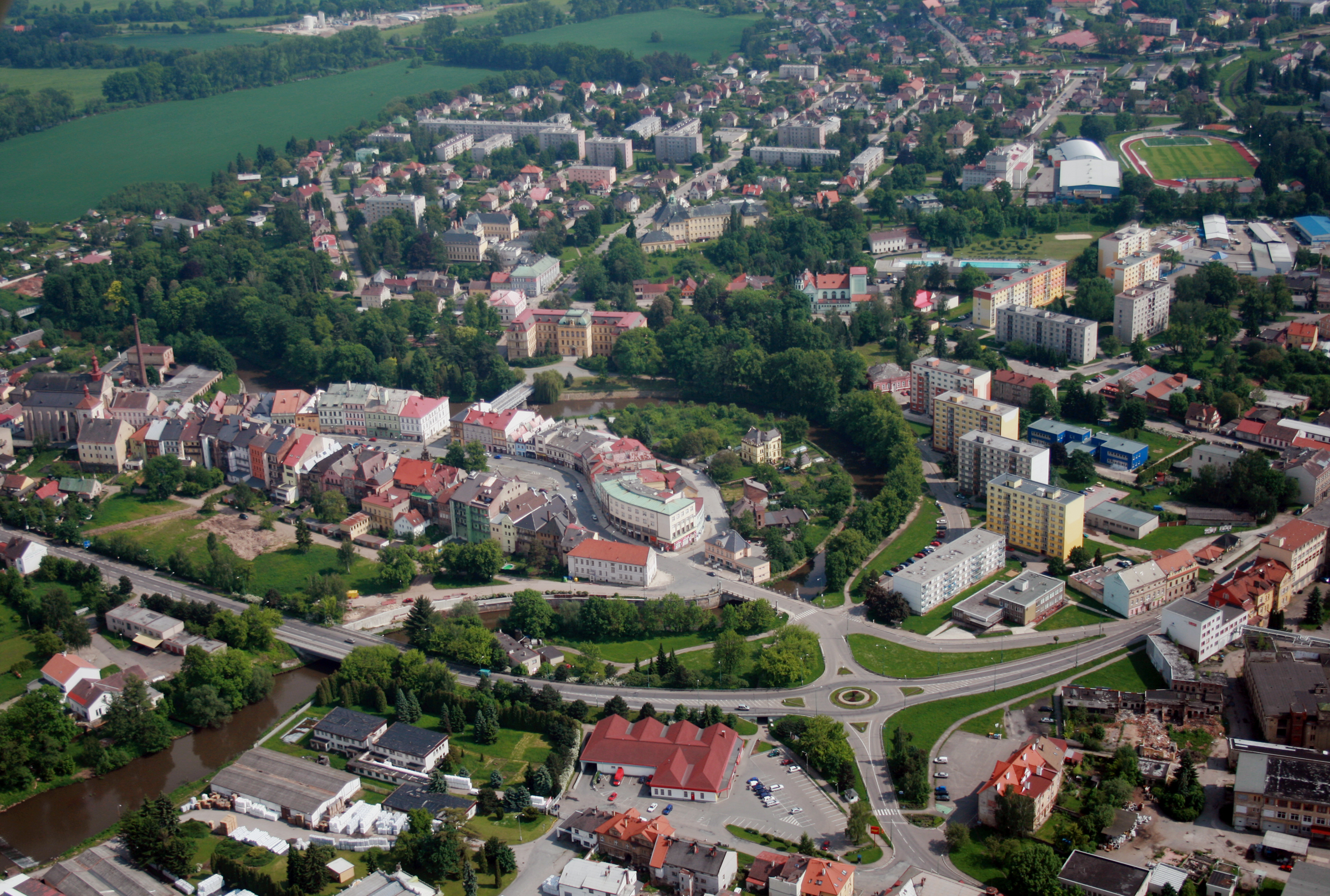
letecký pohled
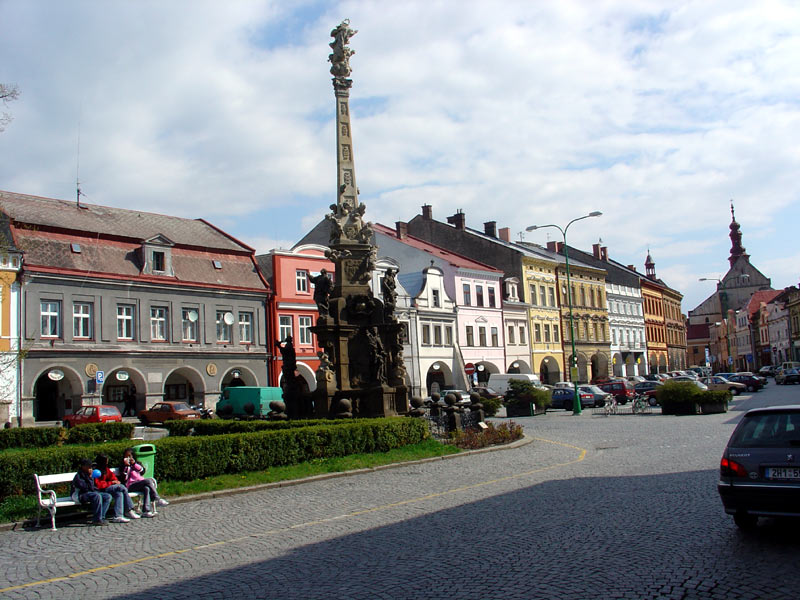
náměstí s Mariánským sloupem
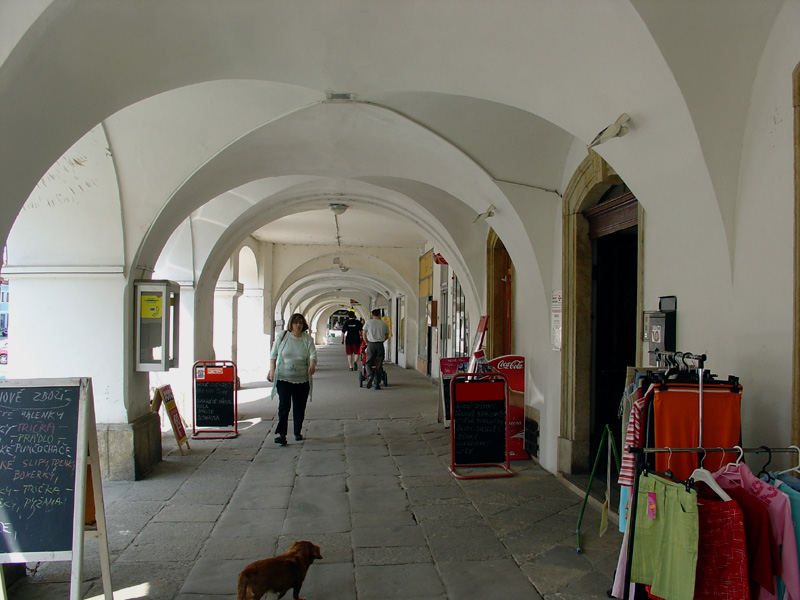
podloubí, náměstí
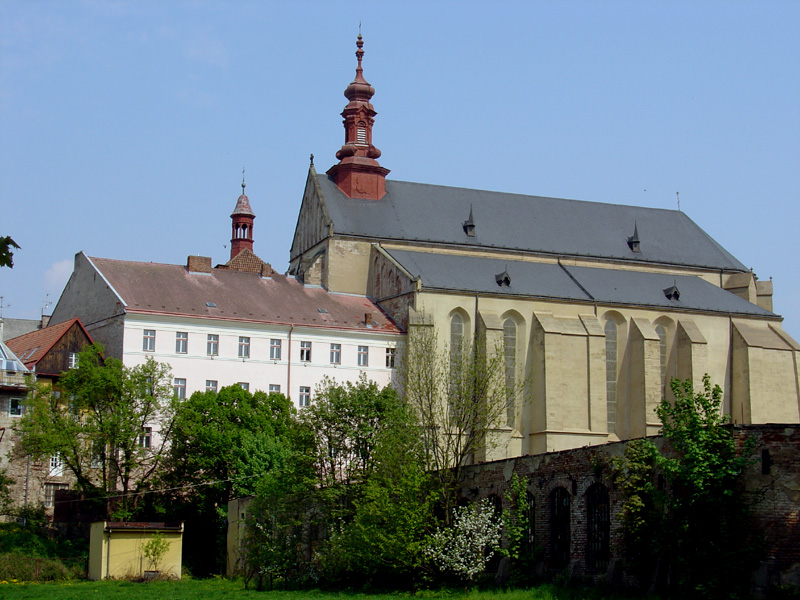
kostel sv. Mikuláše
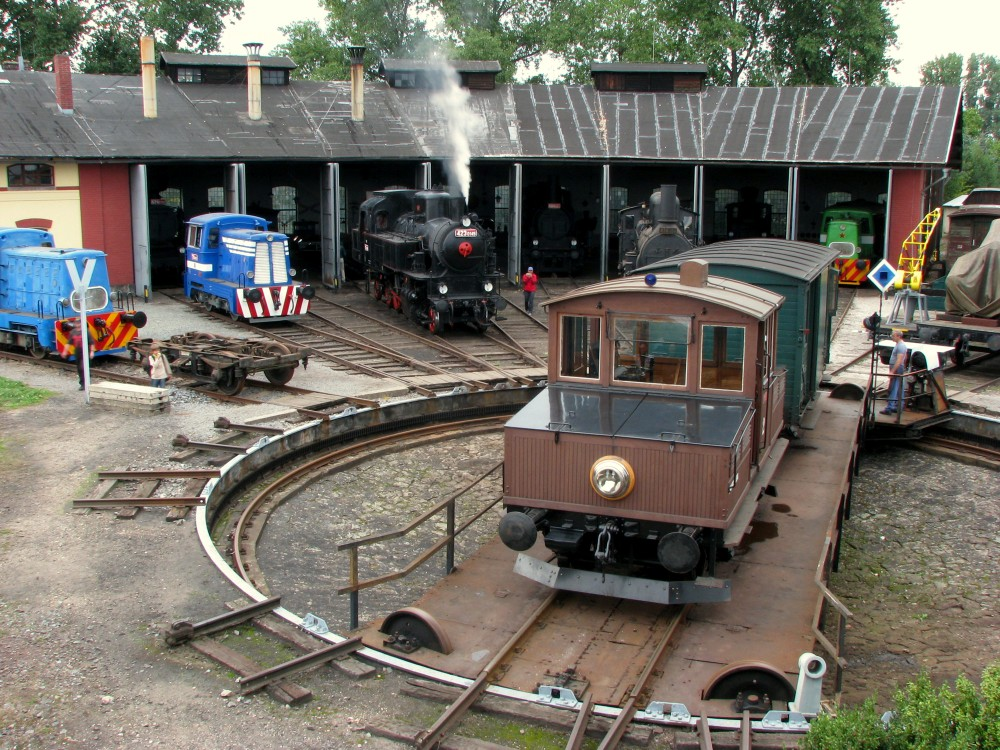
Železniční muzeum Výtopna Jaroměř
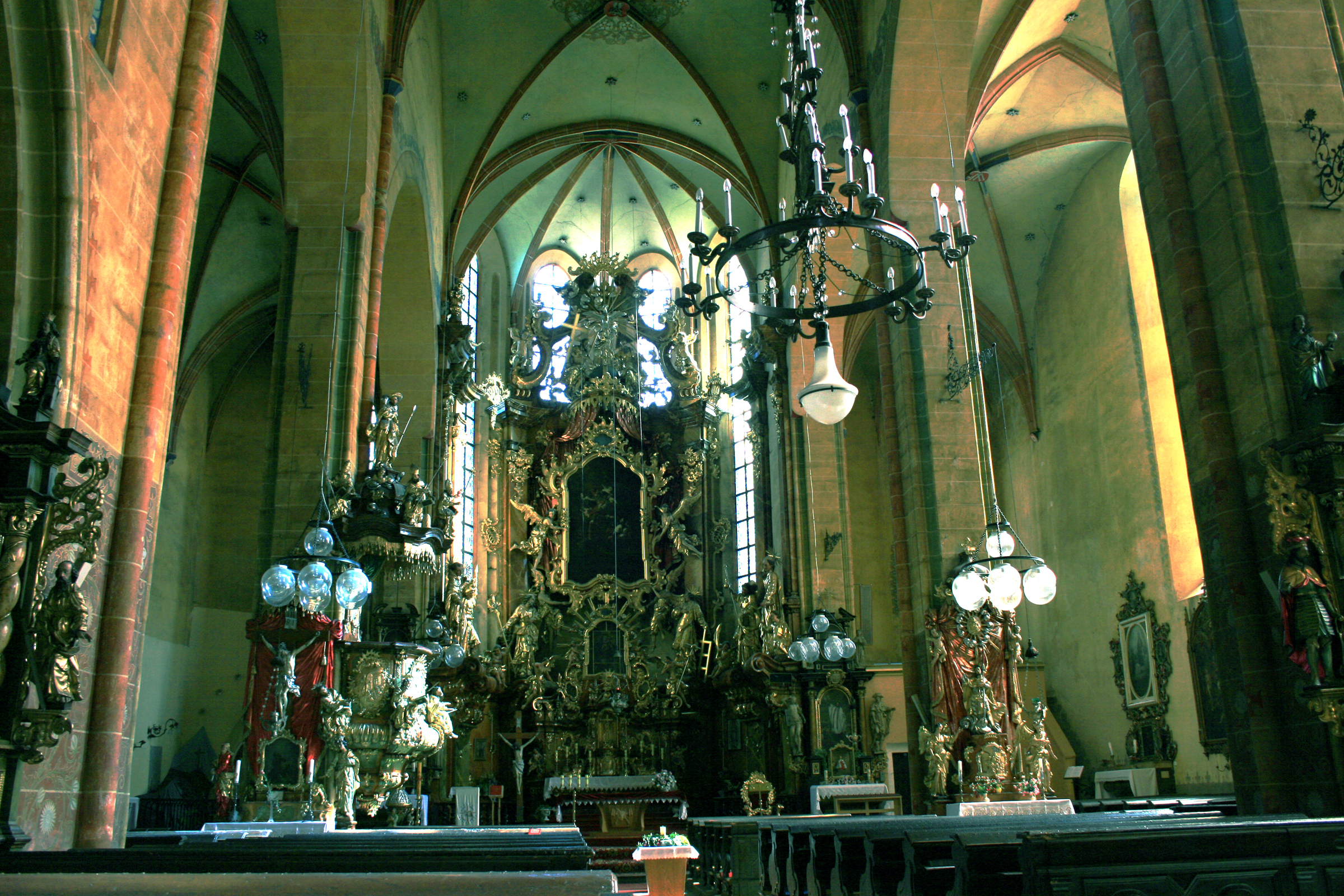
interier kostela sv. Mikuláše
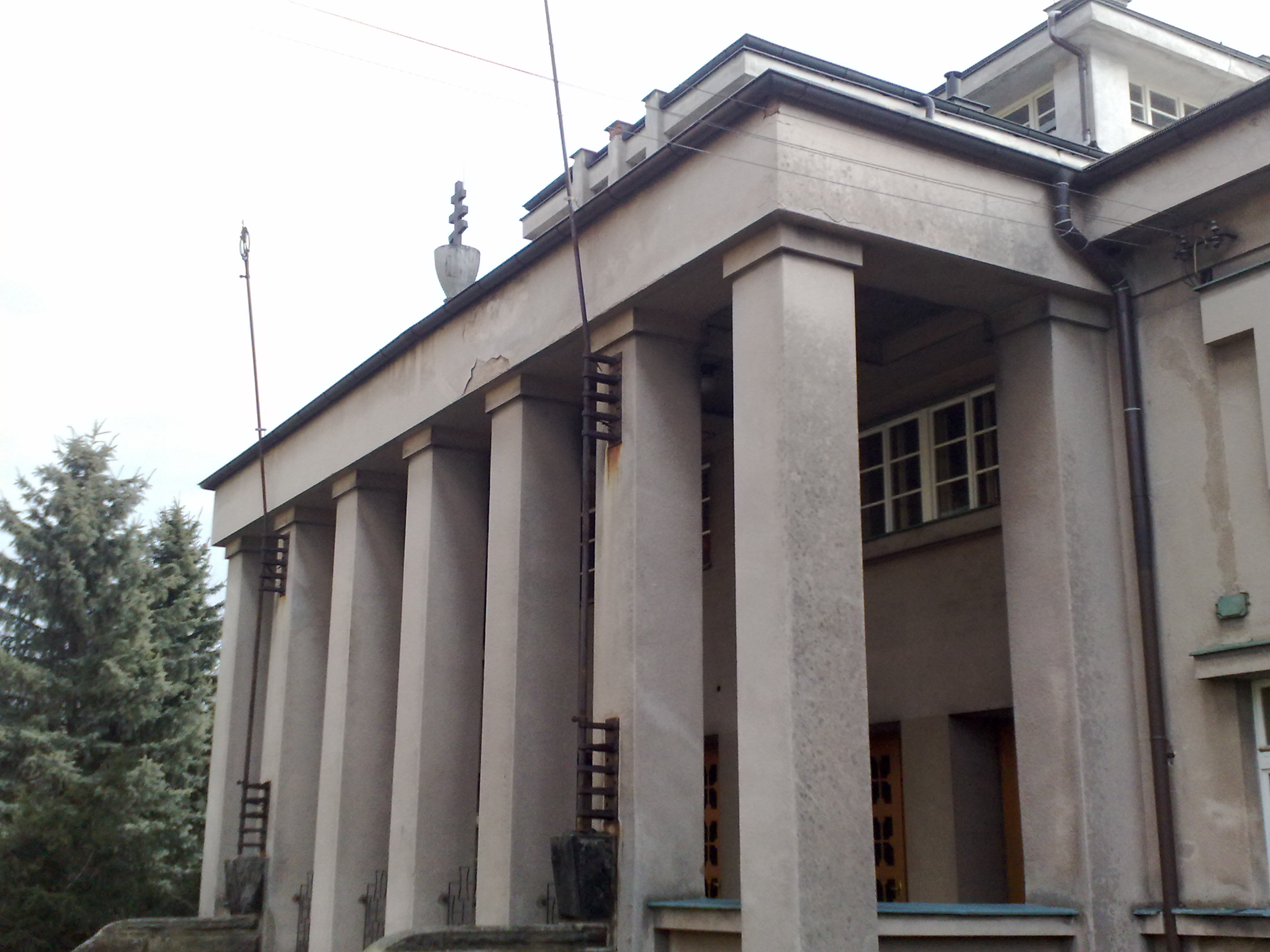
průčelí budovy Husova sboru
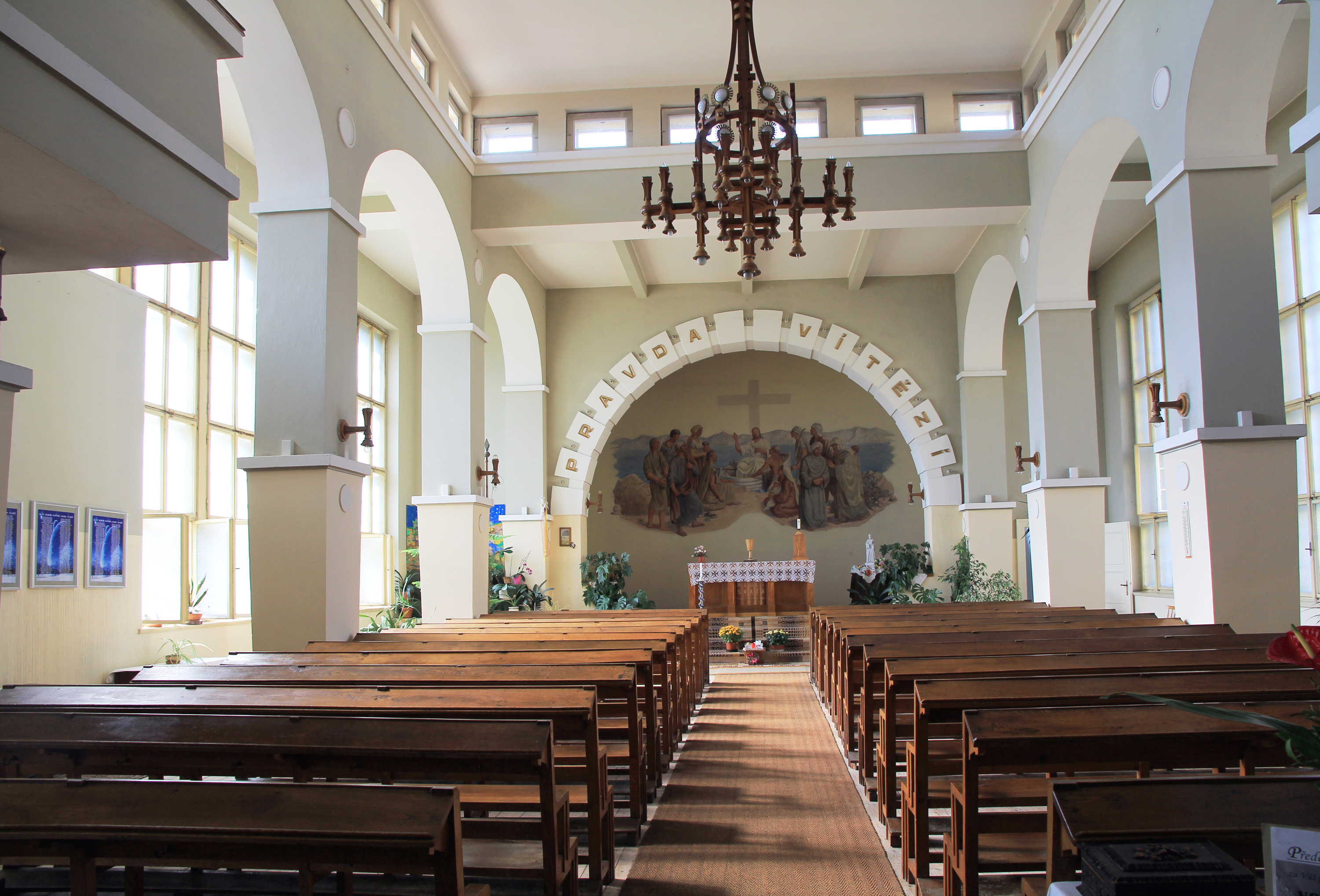
interiér budovy Husova sboru
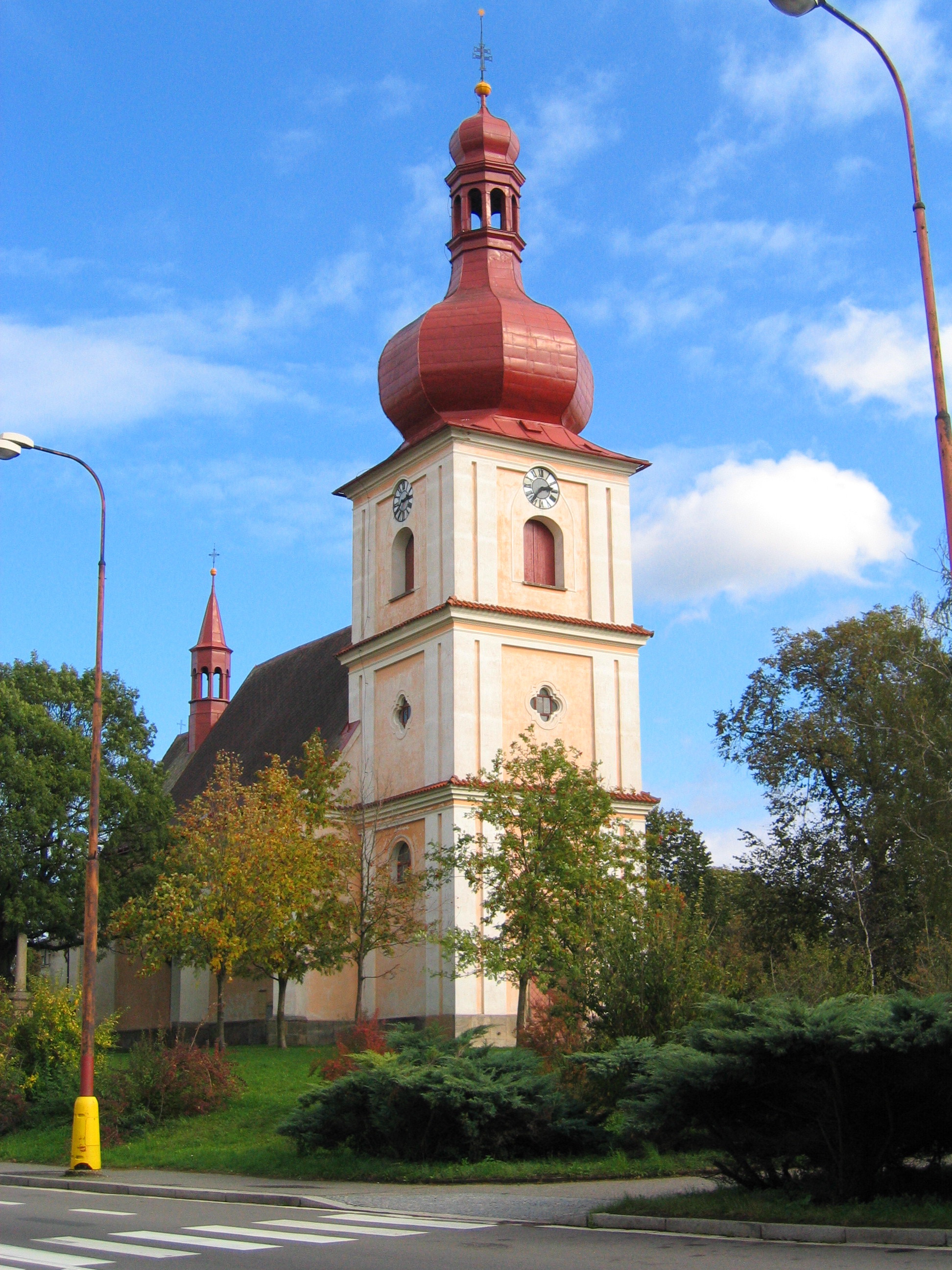
kostel sv. Jakuba
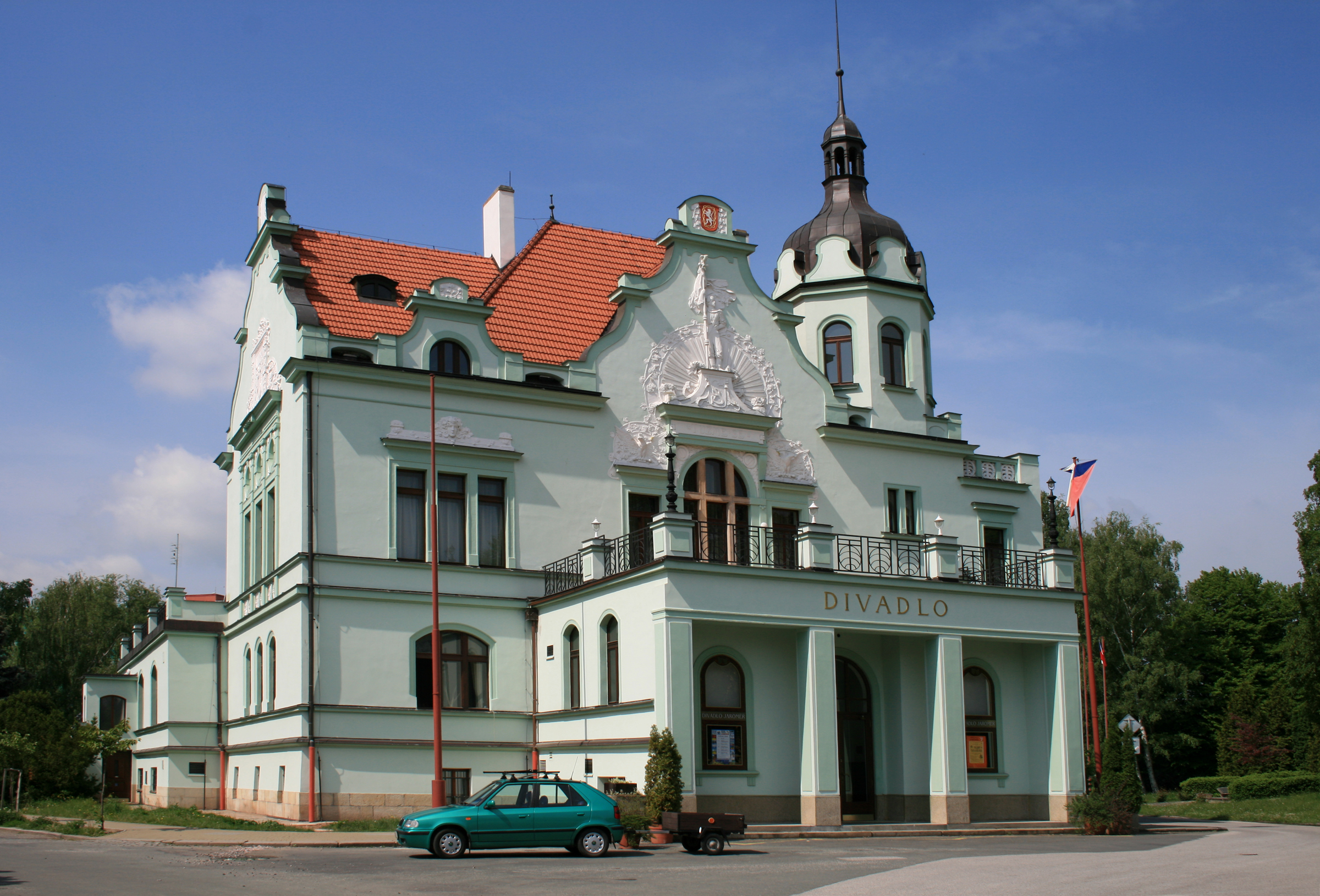
divadlo
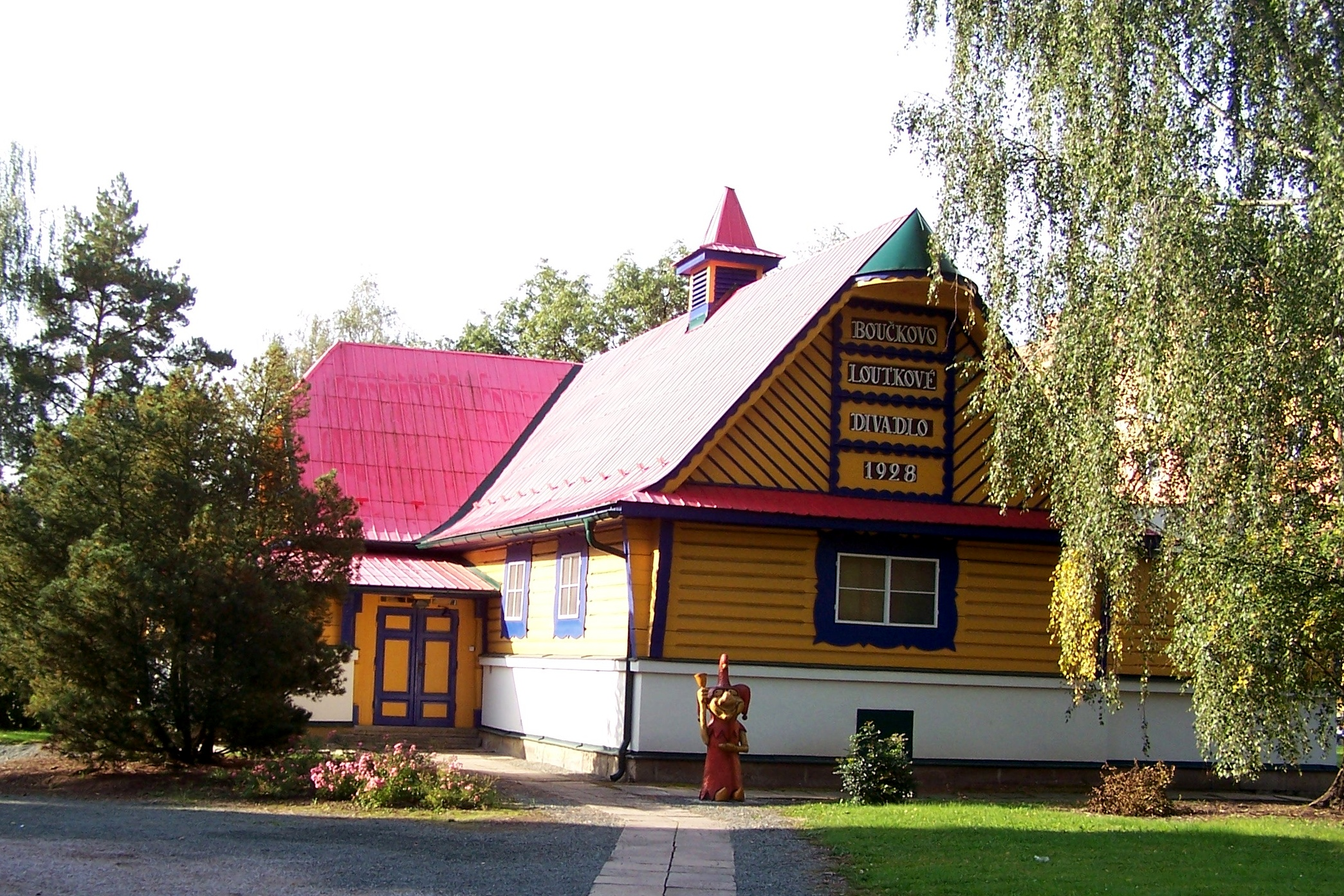
loutkové divadlo
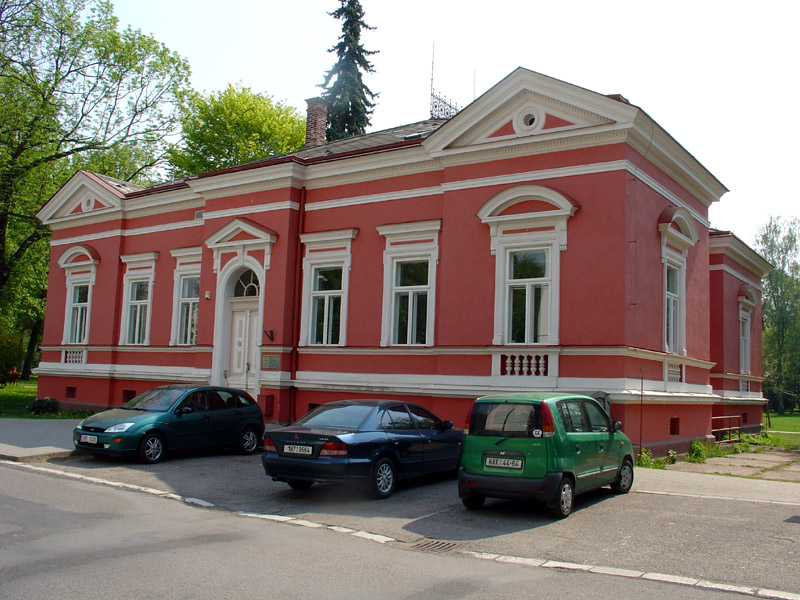
knihovna
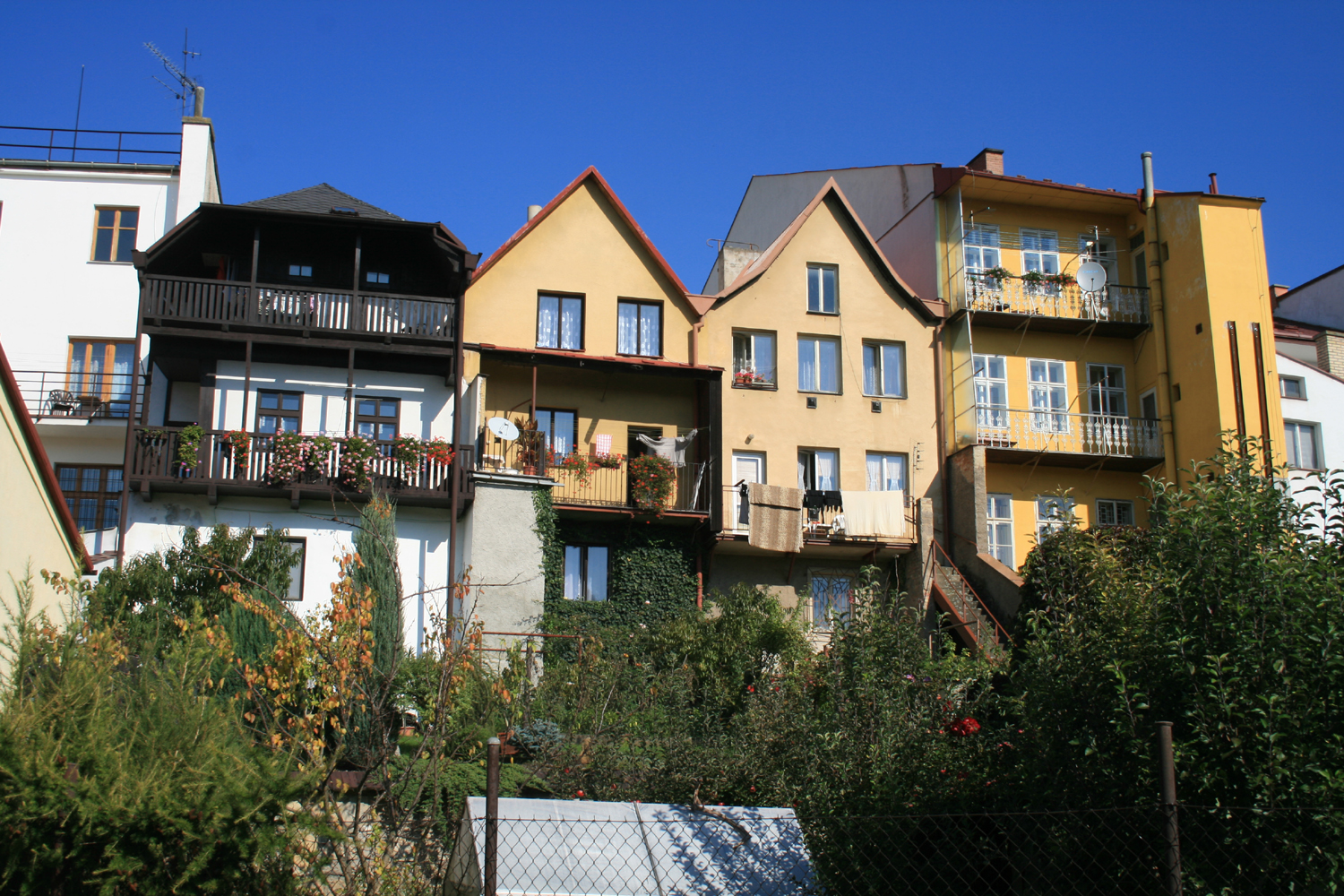
malebné starší domky v centru
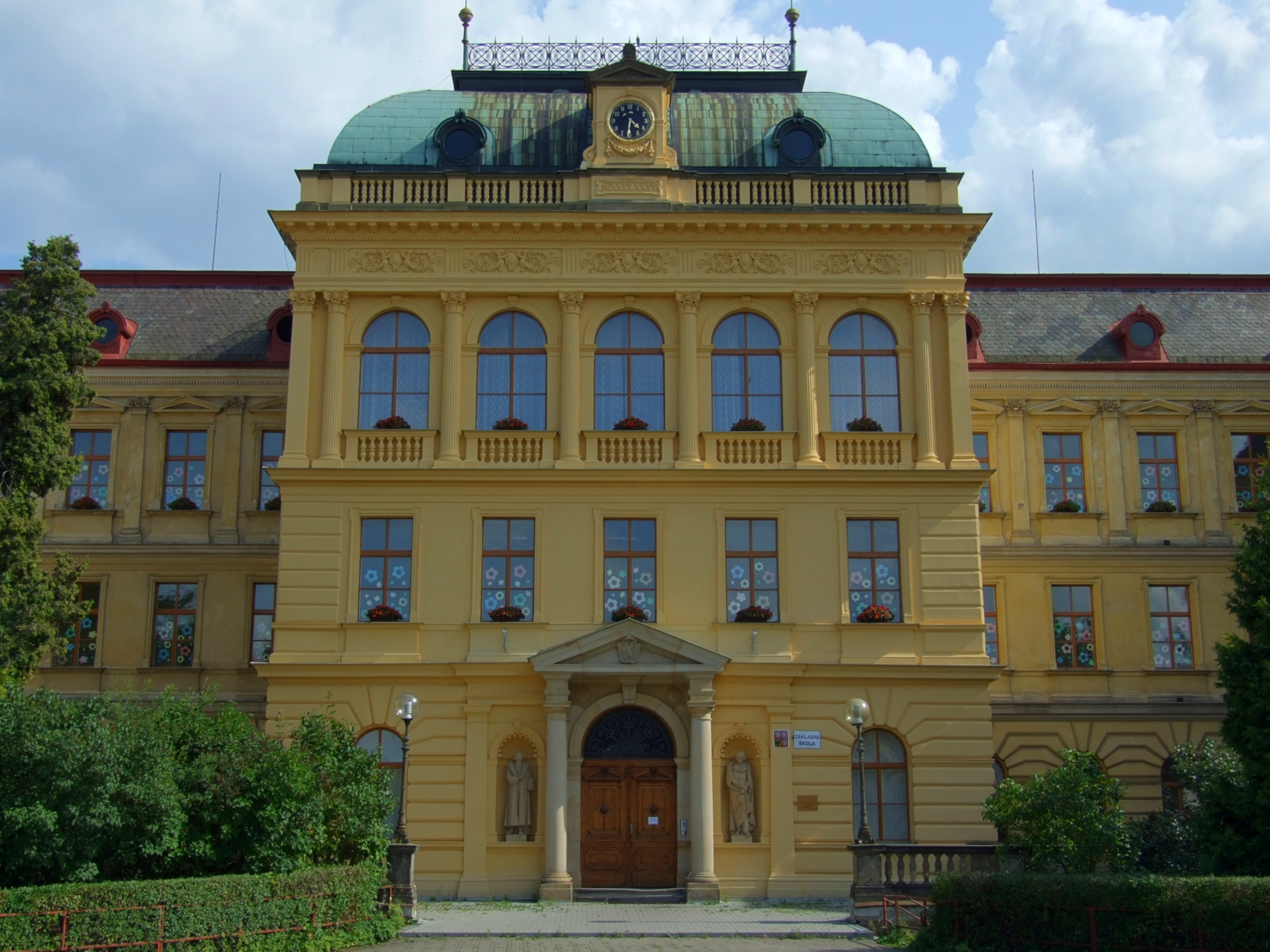
Základní škola Na ostrově
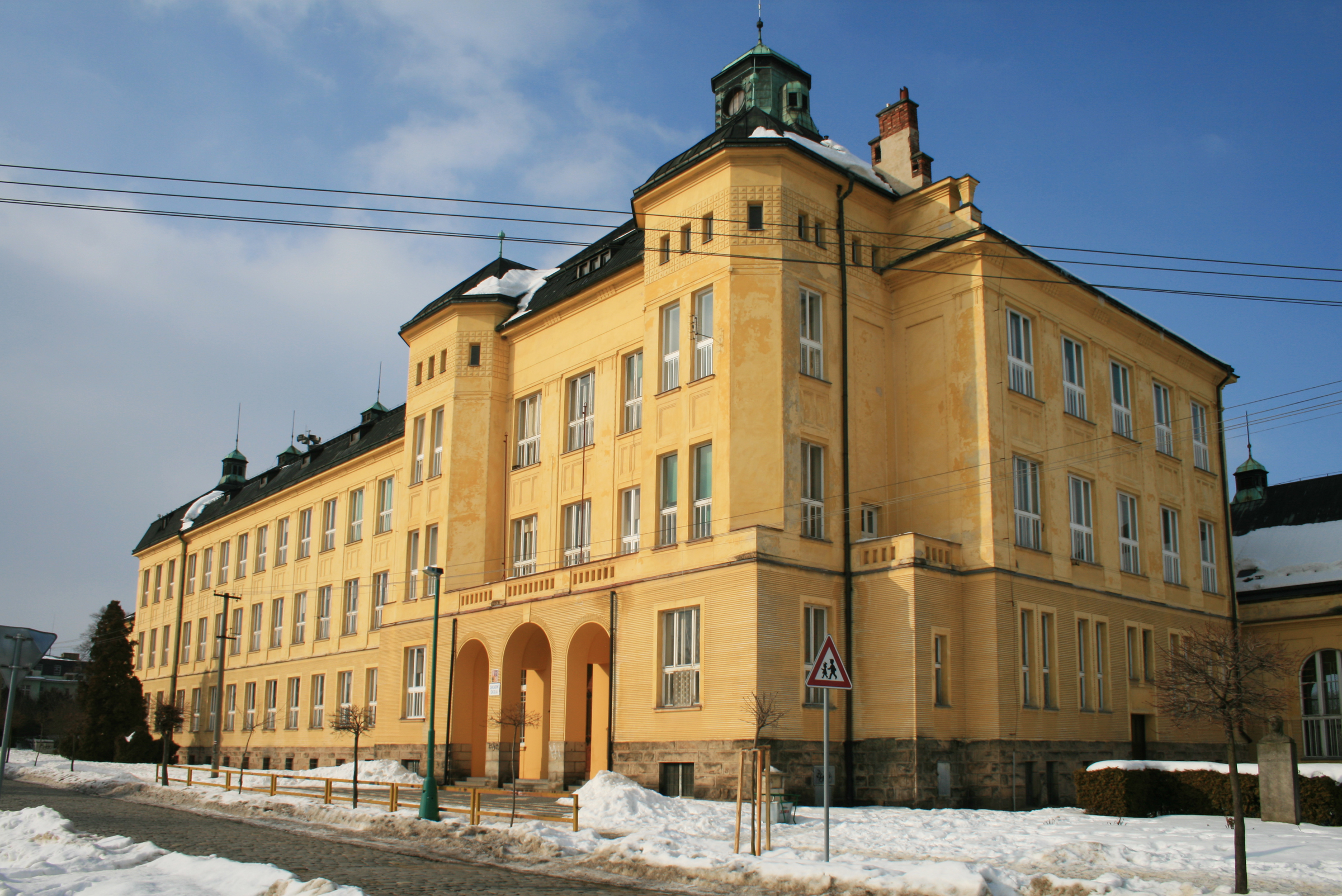
Základní škola Boženy Němcové
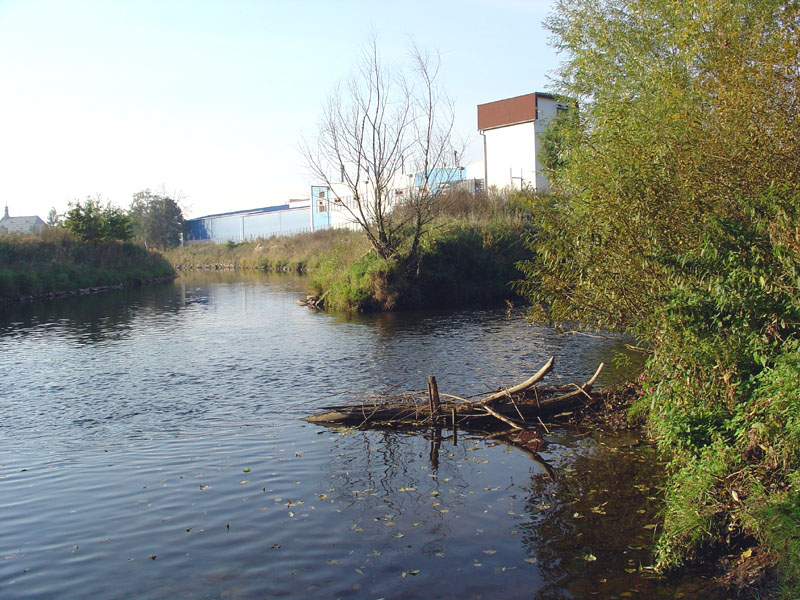
Soutok řek Labe a Úpy v Jaroměři